# Yongfeng Zhen
Yongfeng Zhen (kinesiska: 永丰, 永丰镇) är en köping i Kina. Den ligger i provinsen Yunnan, i den sydvästra delen av landet, omkring 260 kilometer norr om provinshuvudstaden Kunming. Antalet invånare är 38 101. Befolkningen består av 18 387 kvinnor och 19 714 män. Barn under 15 år utgör 26,0 %, vuxna 15-64 år 67 %, och äldre över 65 år 6,0 %.
Genomsnittlig årsnederbörd är 1 008 millimeter. Den regnigaste månaden är juli, med i genomsnitt 228 mm nederbörd, och den torraste är december, med 7 mm nederbörd.